# Muž z neznáma
Muž z neznáma je české psychologické filmové drama režiséra Martina Friče z roku 1939.

## Tvůrci
- Režie: Martin Frič
- Hudba: Miloš Smatek
- Kamera: Jan Roth
- Námět: Karel Baroch, Elena Smatková, Glebov Gleb
- Scénář: Karel Baroch, Elena Smatková, Glebov Gleb
- Střih: Jan Kohout
- Zvuk: František Pilát
- Další údaje: černobílý, 80 min., drama
- Produkce: Lloyd
- Ateliéry: Barrandov

## Obsazení
| Zdeněk Štěpánek            | "muž z neznáma" – Johnny Craigs, americký průmyslník |
| Jiřina Štěpničková         | jeho žena Helena                                     |
| Zvonimir Rogoz             | Craigsův tajemník                                    |
| K. V. Černý                | ředitel oceláren Black                               |
| Karel Dostal               | vicepresident                                        |
| Jaroslav Průcha            | dr. White, lékař                                     |
| Božena Šustrová            | Nelly                                                |
| František Kreuzmann starší | Američan                                             |
| Jaroslav Vojta             | dělník v ocelárnách                                  |
| Marie Burešová             | děvče v přístavu                                     |